# Finländska krigsbarn

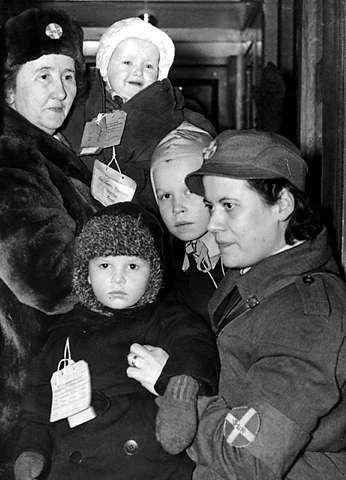
Under vissa perioder kom dagligen nya kontingenter av barn till Stockholm för vidare destination. På bilden, från februari 1944, tas några nyanlända barn om hand av lottor. Barnen försågs noggrant med namn- och adresslappar.

De finländska krigsbarnen (finska: Sotalapset) skickades från Finland till Sverige under andra världskriget. Under vinterkriget 1939–1940 och fortsättningskriget 1941–1944 reste cirka 70 000 barn från Finland till Sverige. Det var barn från både finska (finskspråkiga) och finlandssvenska (svenskspråkiga) hem. Drygt 5 000 återvände inte till Finland utan adopterades av sin svenska fosterfamilj eller fick stanna efter överenskommelse med barnens biologiska föräldrar. Krigsbarn skickades även till Danmark och Norge, dock i betydligt mindre utsträckning.

## Barnförflyttningen till Sverige
Redan under vinterkriget 1939 började barn från östra Finland att anlända till Sverige. Snabbt bildades det genom samverkan många olika hjälporganisationer, som Centrala Finlandshjälpen och i Finland Nordiska Hjälpcentralen. Viljan att ta emot ett barn var stort. Efterfrågan var ibland större än det fanns barn att tillgå. I Sverige var samhörigheten med Finland djupt rotad efter den långa tid som Finland var en del av Sverige. Dessutom har det alltid funnits nära länkar till den svensktalande befolkningen i Finland, dvs. finlandssvenskarna. Många fosterhem öppnades i Sverige liksom ett flertal barnhem. Transporterna från Finland gick företrädesvis med båt. Även tågtransporter via Haparanda var betydande. Många av barnen var undernärda men de flesta var friska. Drygt 5 000 av barnen var sjuka och fick vårdas på sjukhus. Många av de sjuka hade bentuberkulos och annan tuberkulos och fick vårdas på sanatorier.
De finländska krigsbarnens lott har skildrats i ett flertal vetenskapliga och populärvetenskapliga böcker och även i filmen Den bästa av mödrar från 2005 (baserad på en bok av Heikki Hietamies). Längdskidåkaren Toini Gustafsson Rönnlund kom som finländskt krigsbarn till Sverige. Ett annat finländskt krigsbarn var Timo Kärnekull, grundare till bokförlaget Askild & Kärnekull. Den finlandssvenska psykologen Barbara Mattssons forskning inspirerades av egna erfarenheter som krigsbarn i Sverige. Författaren Carita Nyström bearbetade sina minnen som krigsbarn i romanen Den förvandlade gatan (1991).

## Aktuell forskning
Idag anses det att transporterna av krigsbarnen både hade goda och dåliga sidor. Många har som vuxna goda minnen från sin tid i Sverige och kan t.ex. prata två språk. Vissa har känslor av övergivenhet och upplever psykiskt lidande p.g.a. att de fick lämna sina biologiska föräldrar. Några av dessa har ansökt om skadestånd från svenska staten. Den stora hjälpviljan kunde också bero på att man från svensk sida kunde visa att man tog aktiv del i kriget genom att hjälpa Finland i en svår tid. Istället för att ställa upp med militär hjälp och riskera att svenskar skulle dödas, så kunde man bidra genom att rädda de barn och familjer, som led i kriget.